# Handklocka
Handklocka och andra småklockor är klockor som används i olika kulturer runt om i världen, bland annat religiöst. I romersk-katolska kyrkan används handklockor i mässan.
Handklockor är ofta ostämda (till skillnad från större klockor, till exempel kyrkklockor). Detta i likhet med de handklockor utan svängda former som kallas koskällor. Klotrunda (sfäriska) klockor finns också till exempel som katthalsband.

## Mindre klockor i kyrkorummet inom katolicismen
I katolska kyrkan och av högkyrkliga lutheraner och anglikaner används små handklockor (flera småklockor ihopkopplade med varandra i ett kors) i kyrkorummet: så kallade primklockor i samband med gudstjänstens början och slut och vid nattvarden och används ibland /har använts i kyrkliga processioner i kyrkan och annorstädes. I vissa kyrkor används en så kallad angelusklocka i vilken man klämtar nio slag (tre grupper om tre slag), liksom Sanctusklockor eller nattvardsklockor  (offerklockor).

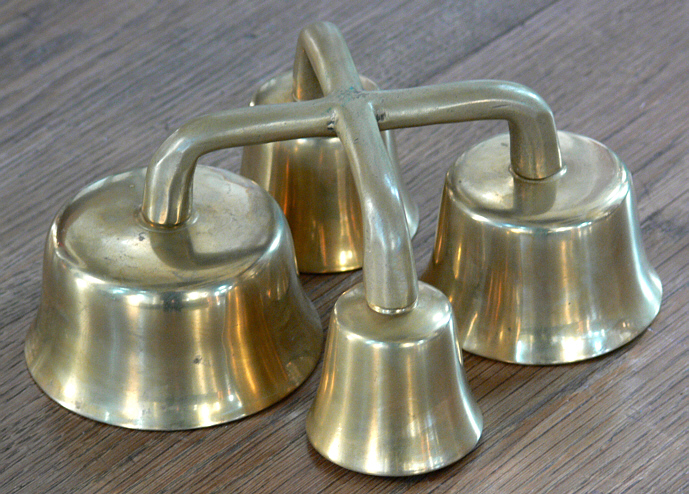
Primklockor som används i den katolska mässan

Dessa små klockor rings ofta av kyrkvaktmästaren eller av annan personal vid mässan. Vid nattvarden rings i dem när prästen håller upp nattvardsbrödet (latin: hostia), det ögonblick som är känt som förvandlingen. Detsamma sker när nattvardskalken har hållits upp (se närmare om detta under katolicism) efter att orden om välsignelse har utsagts och om att vinet och brödet har förvandlats (övergått till) Kristi kropp och blod (se närmare under transsubstantiation), eller, i en annan alternativ reformationslära, att Jesus är kroppsligen närvarande, och att det prästen håller upp är Kristus själv.

## Galleri

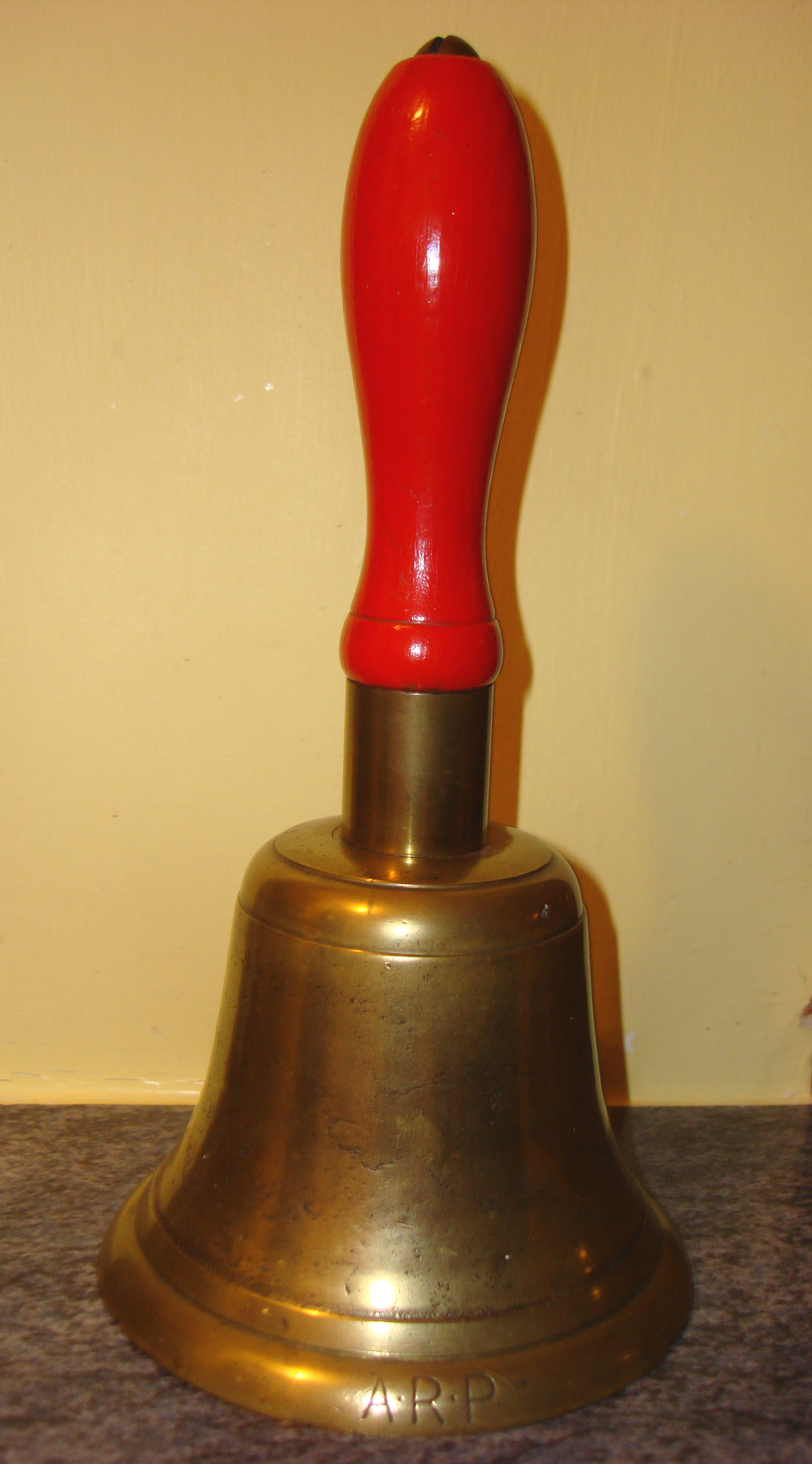
En typisk handklocka
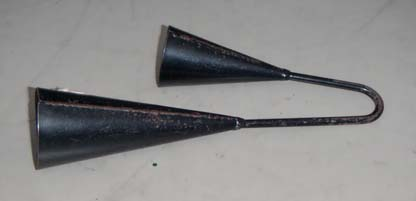
En särskild liten handklocka, kallad Agogo
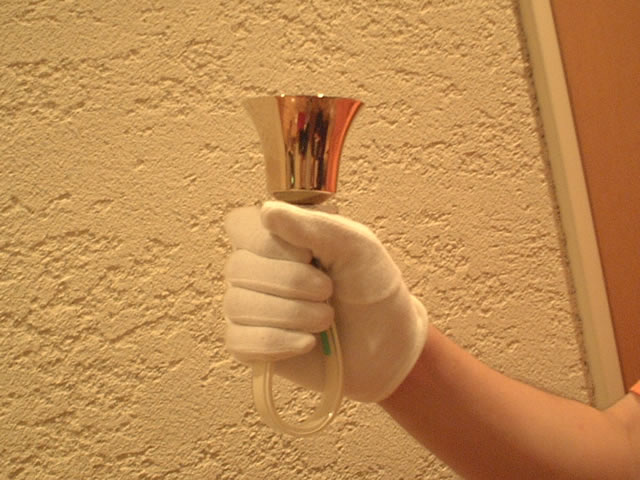
En handklocka i handen
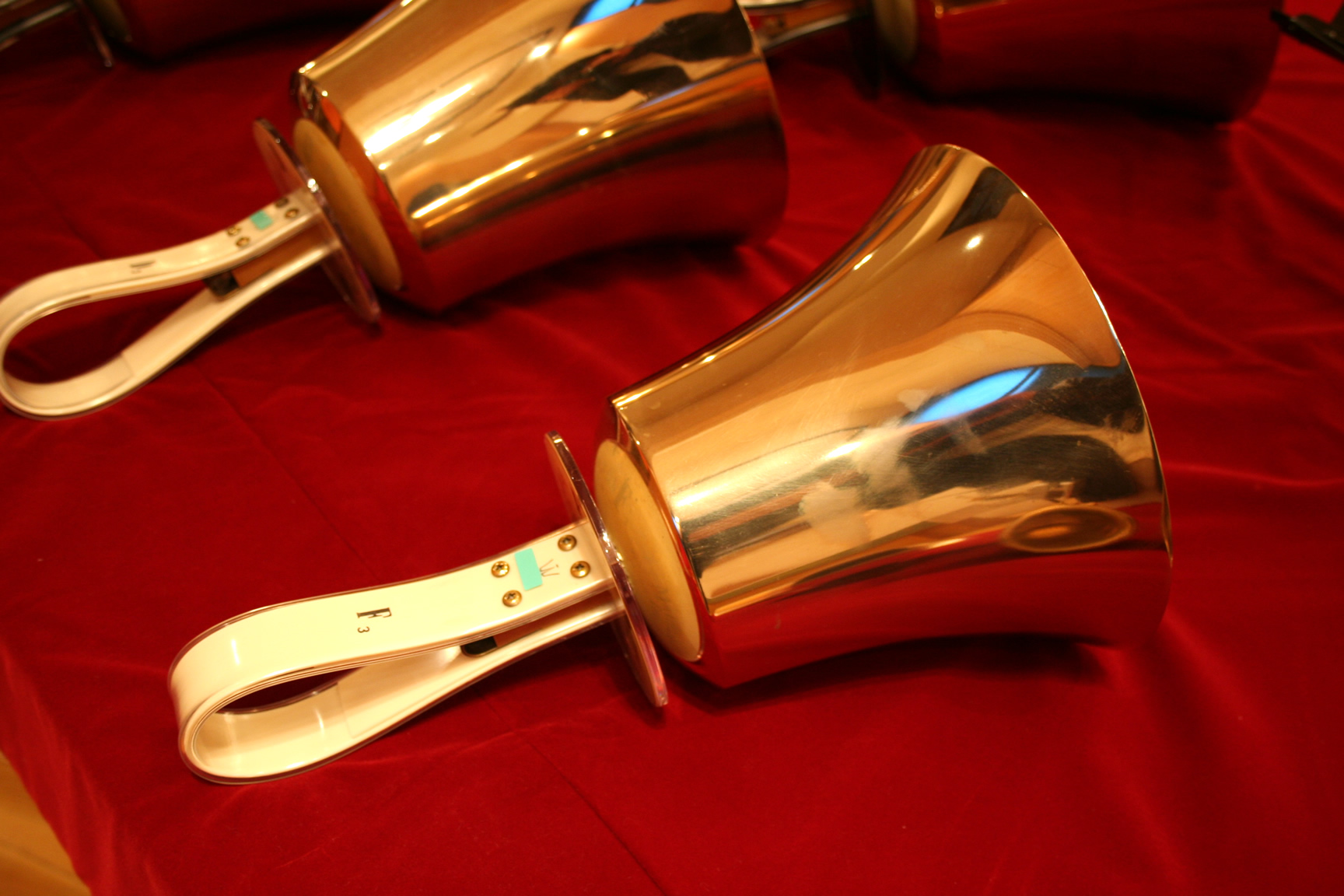
Ett par stycken handklockor bredvid varandra
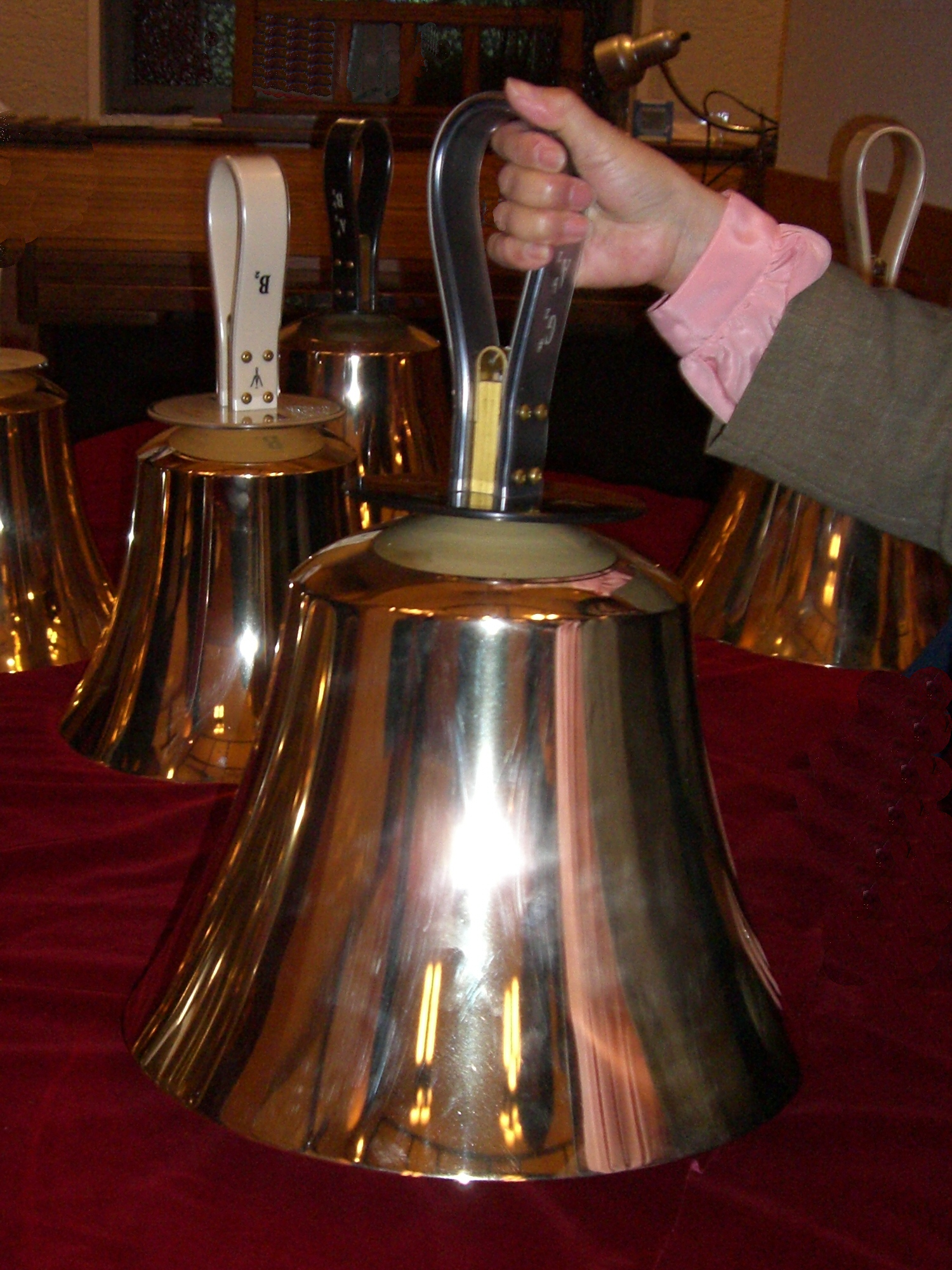
Stora handklockor
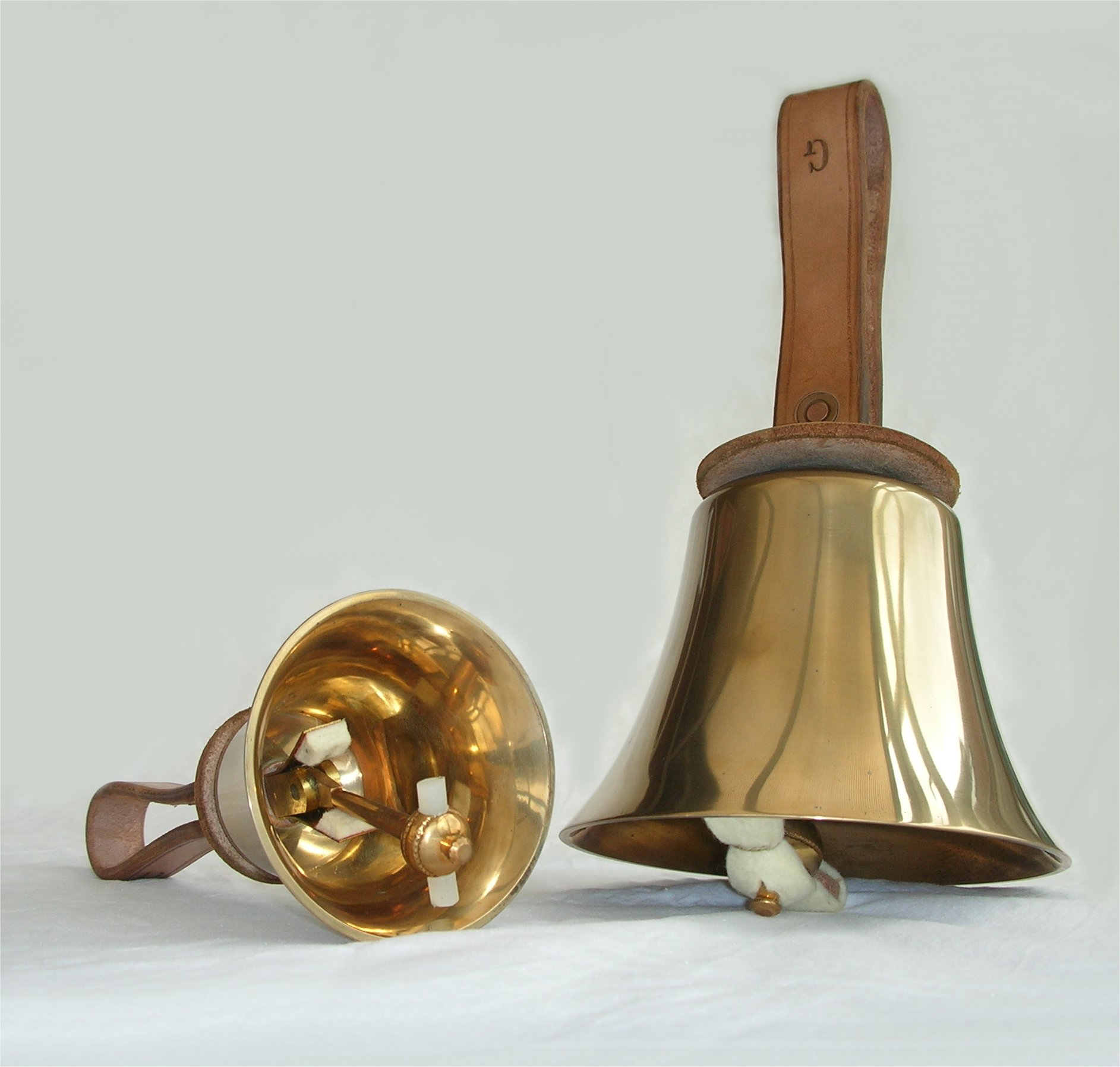
Handklockor gjutna i Whitechapel i London, England
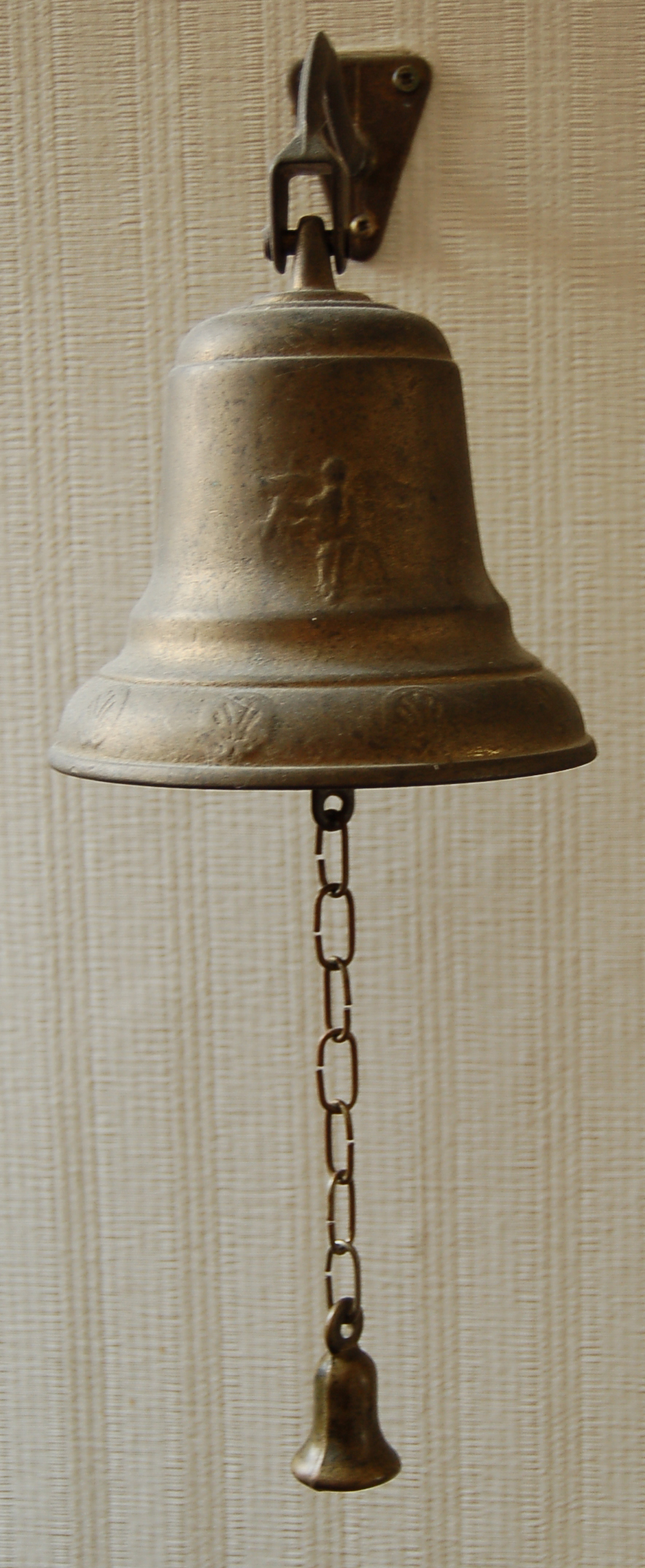
En annan liten klocka, en sådan som kan vara vanliga vid hotelldiskar och liknande
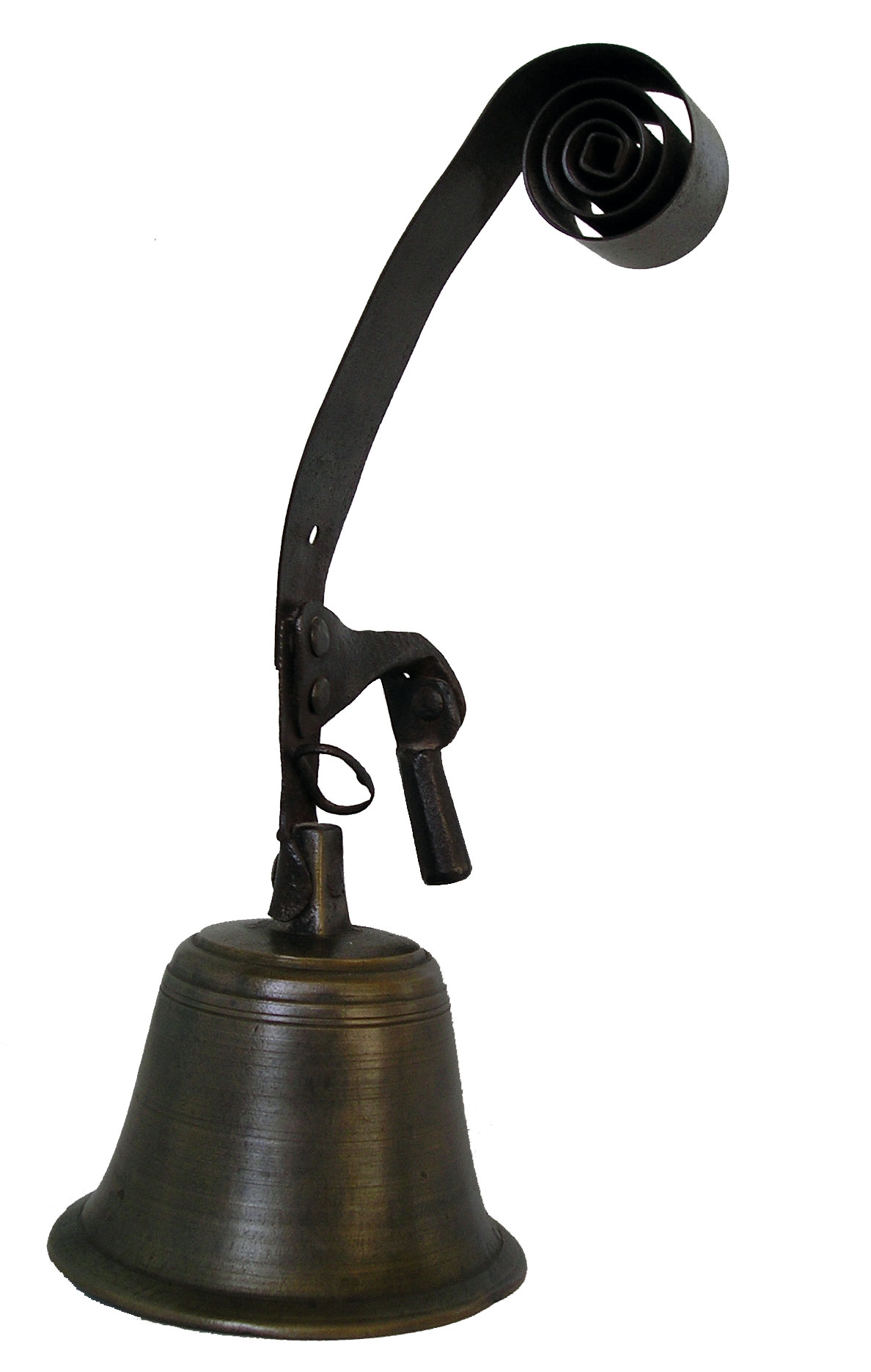
En gammal dörrklocka i en affär i Nederländerna
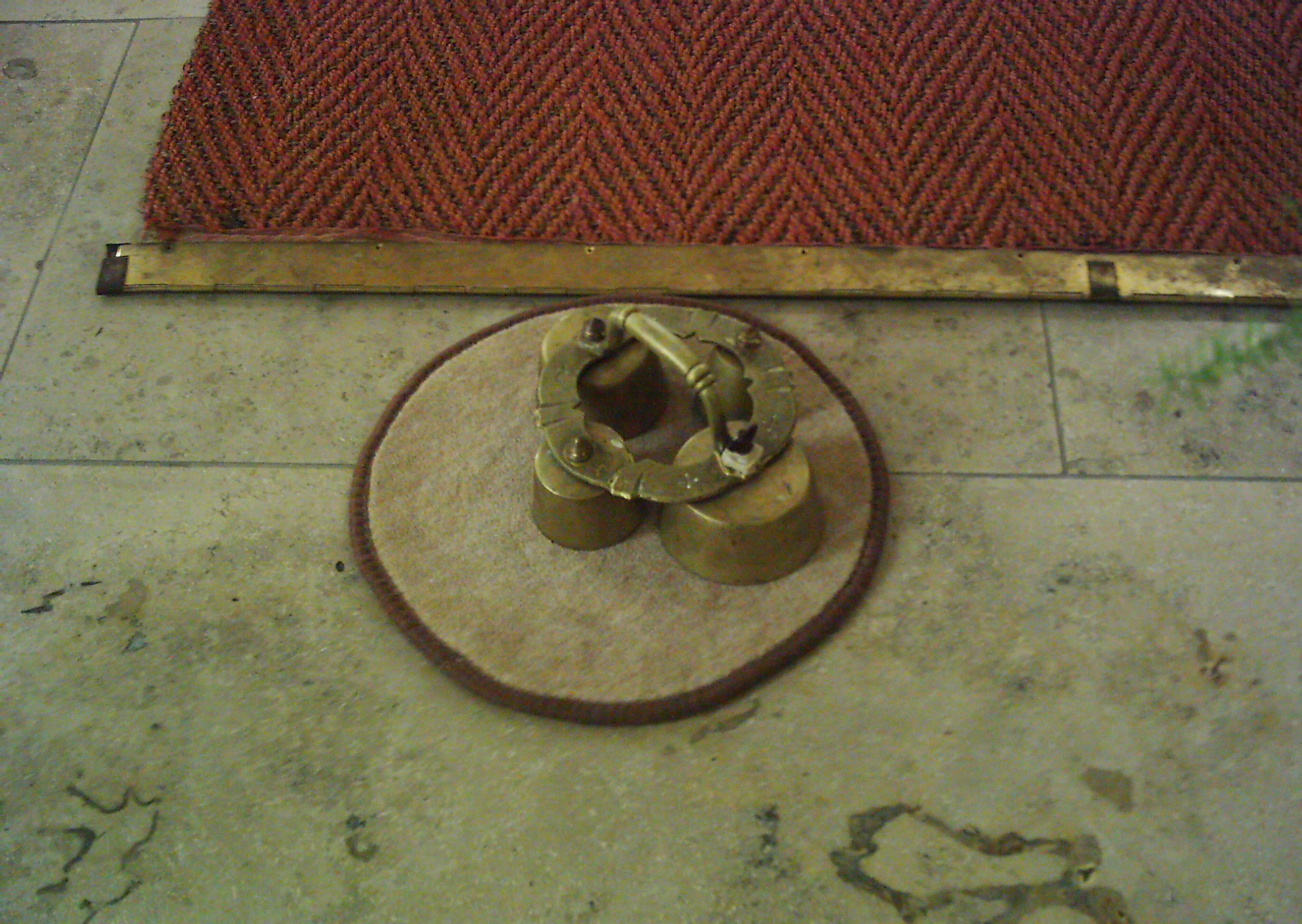
Ett äldre exemplar av primklockor som används inom katolska kyrkan.
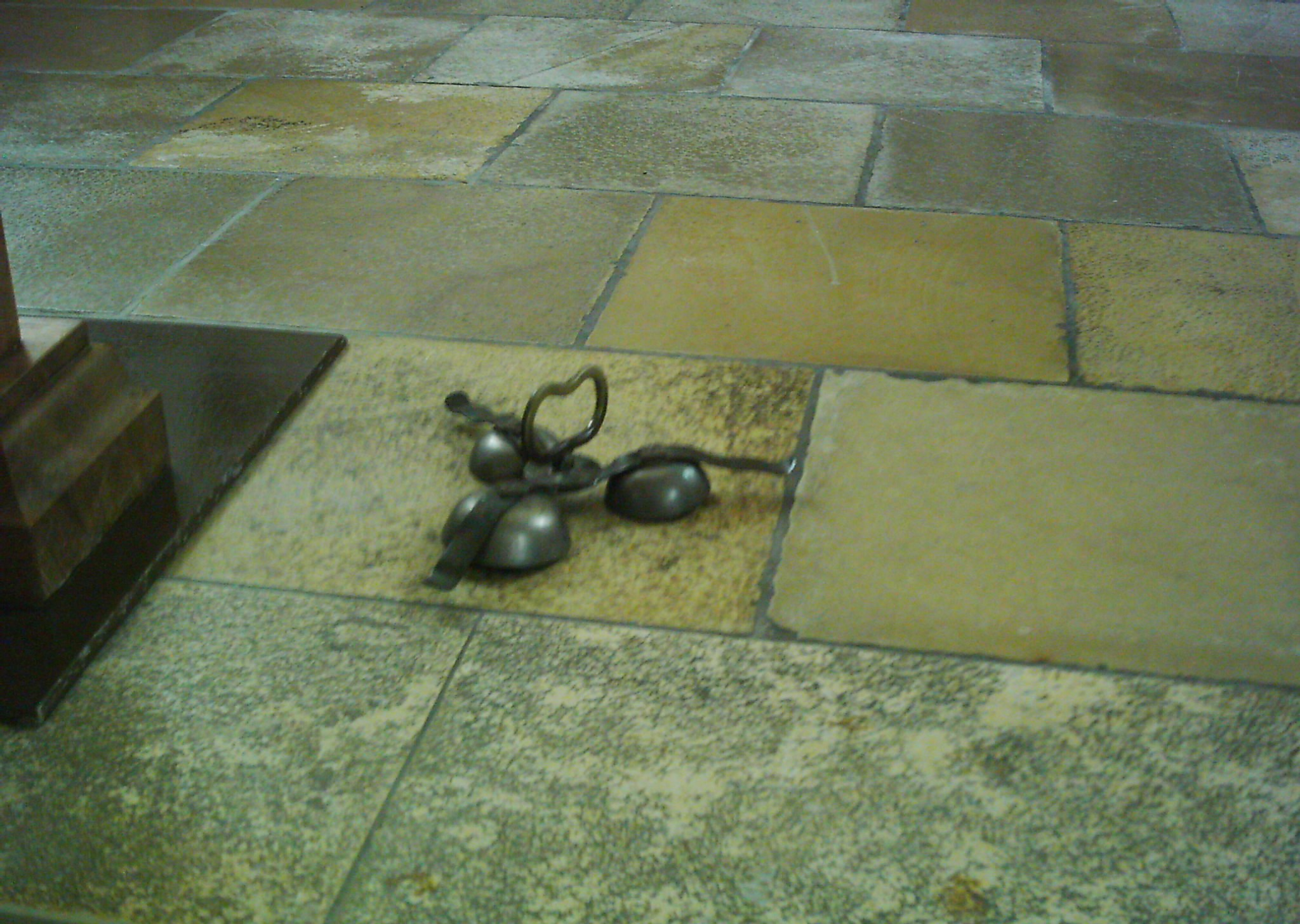
Ett äldre och annorlunda exemplar av sådana mässhandklockor